# William Fison
William Guy Fison (Londres, 25 de octubre de 1890-Mere, 6 de diciembre de 1964) fue un deportista británico que compitió en remo. Participó en los Juegos Olímpicos de Estocolmo 1912, obteniendo una medalla de plata en la prueba de ocho con timonel.

## Palmarés internacional
| Juegos Olímpicos | Juegos Olímpicos   | Juegos Olímpicos | Juegos Olímpicos |
| Año              | Lugar              | Medalla          | Prueba           |
| ---------------- | ------------------ | ---------------- | ---------------- |
| 1912             | Estocolmo (Suecia) | Medalla de plata | Ocho con timonel |